# Comté de Lääne
Pour les articles homonymes, voir Région de l'Ouest.
Le comté de Lääne ou encore francisé en comté de l'Ouest (en estonien Lääne maakond) est l'un des 15 comtés d'Estonie.

## Géographie
Le comté de Lääne est une plaine basse légèrement vallonnée, dont la majeure partie est constituée de terres cultivées ou de pâturages.
Le plus grand fleuve du comté est le Kasari, qui se jette dans la baie Matsalunlahti (et). Le comté comprend également les îles de Vormsi et Osmussaar ainsi que le lac Nõva Veski.
Il est situé au nord-ouest du pays, avec pour capitale Haapsalu. Le comté compte 27 187 habitants (1er janvier 2012), soit 2 % du total du pays, pour une superficie de 2 383,12 km2.

## Population

### Évolution  démographique
| 2018   | 2019   | 2020   | 2021   |
| ------ | ------ | ------ | ------ |
| 20 646 | 20 507 | 20 444 | 20 285 |

| 2022   | 2023   | - | - |
| ------ | ------ | - | - |
| 20 227 | 20 688 | - | - |

### Composition  ethnique
En 2011, Läänemaa comptait 24 140 habitants, dont 21 499 (89,1 %) étaient Estoniens, 1 965 (8,1 %) Russes et 659 (2,7 %) d'autres nationalités.

## Subdivisions administratives

### Depuis 2017
| Rang | Municipalité | Type    | Population (2018) | Superficie km2 | Densité | Carte |
| ---- | ------------ | ------- | ----------------- | -------------- | ------- | ----- |
| 1    | Haapsalu     | Urbaine | 13 516            | 264            | 51.2    |       |
| 2    | Lääne-Nigula | Rurale  | 7 239             | 1 451          | 5.0     |       |
| 3    | Vormsi       | Rurale  | 419               | 93             | 4.5     |       |

### Avant 2017
Avant la réforme de 2017, le comté était subdivisé en 10 municipalités, dont 1 ville.
Municipalité urbaine (linn):
- 1 Haapsalu

Municipalités rurales (vallad):
- 2 Hanila
- 3 Kullamaa
- 4 Lihula
- 5 Lääne-Nigula
- 6 Martna
- 7 Noarootsi
- 8 Nõva
- 9 Ridala
- 10 Vormsi

## Galerie

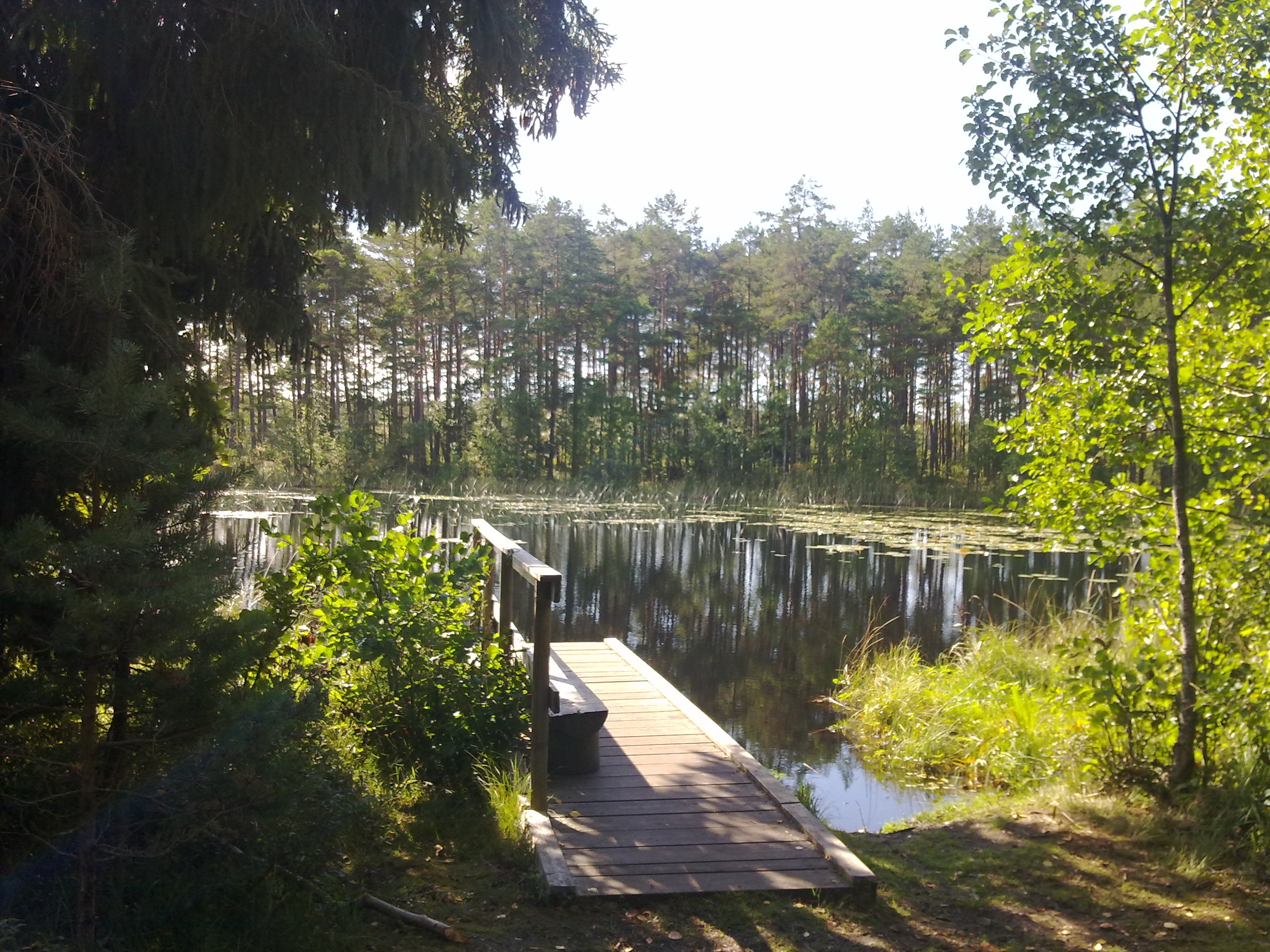
Vue sur le lac depuis le lieu de repos Allikajärvi dans la zone de loisirs de Nõva.
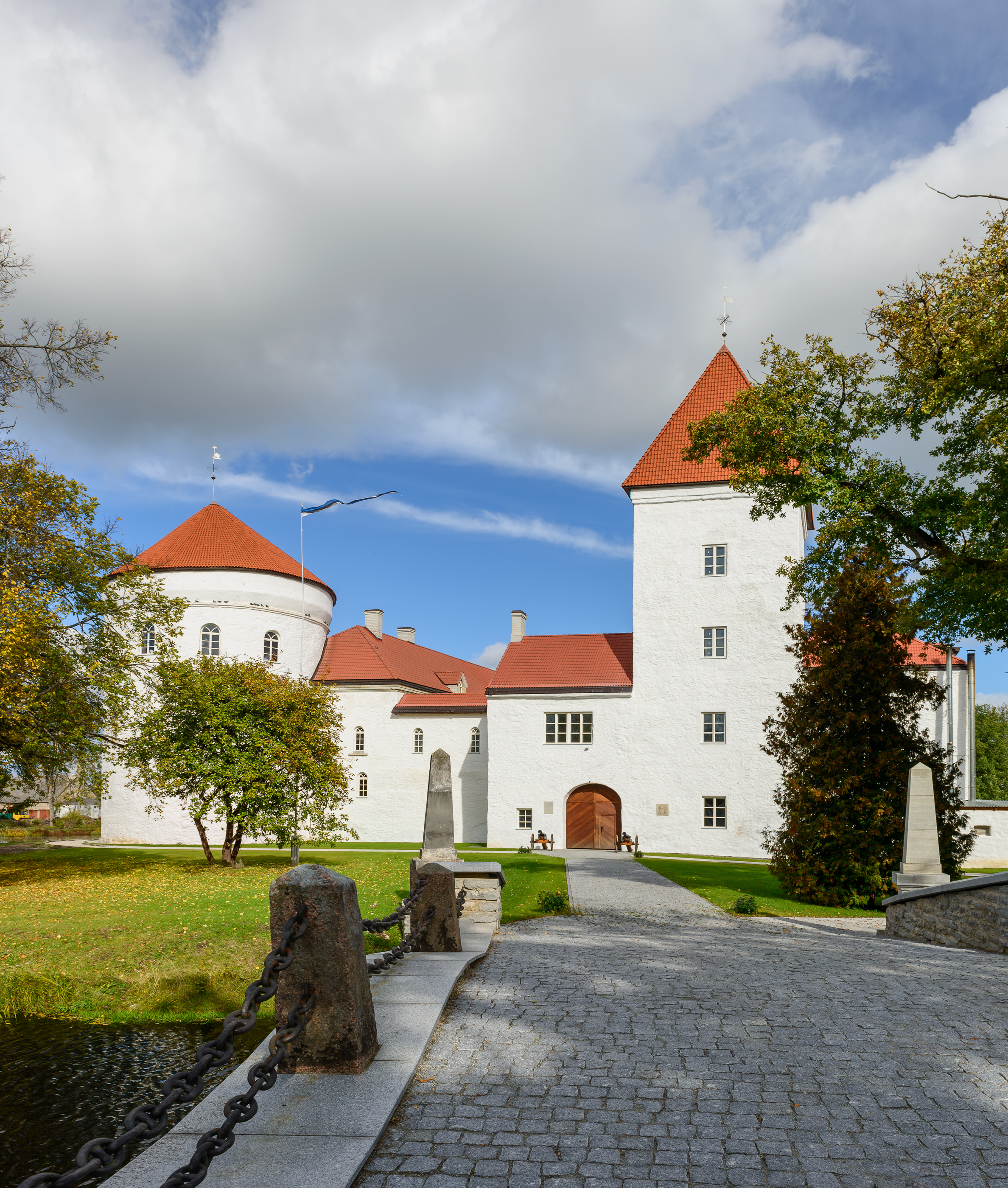
Château de Koluvere.
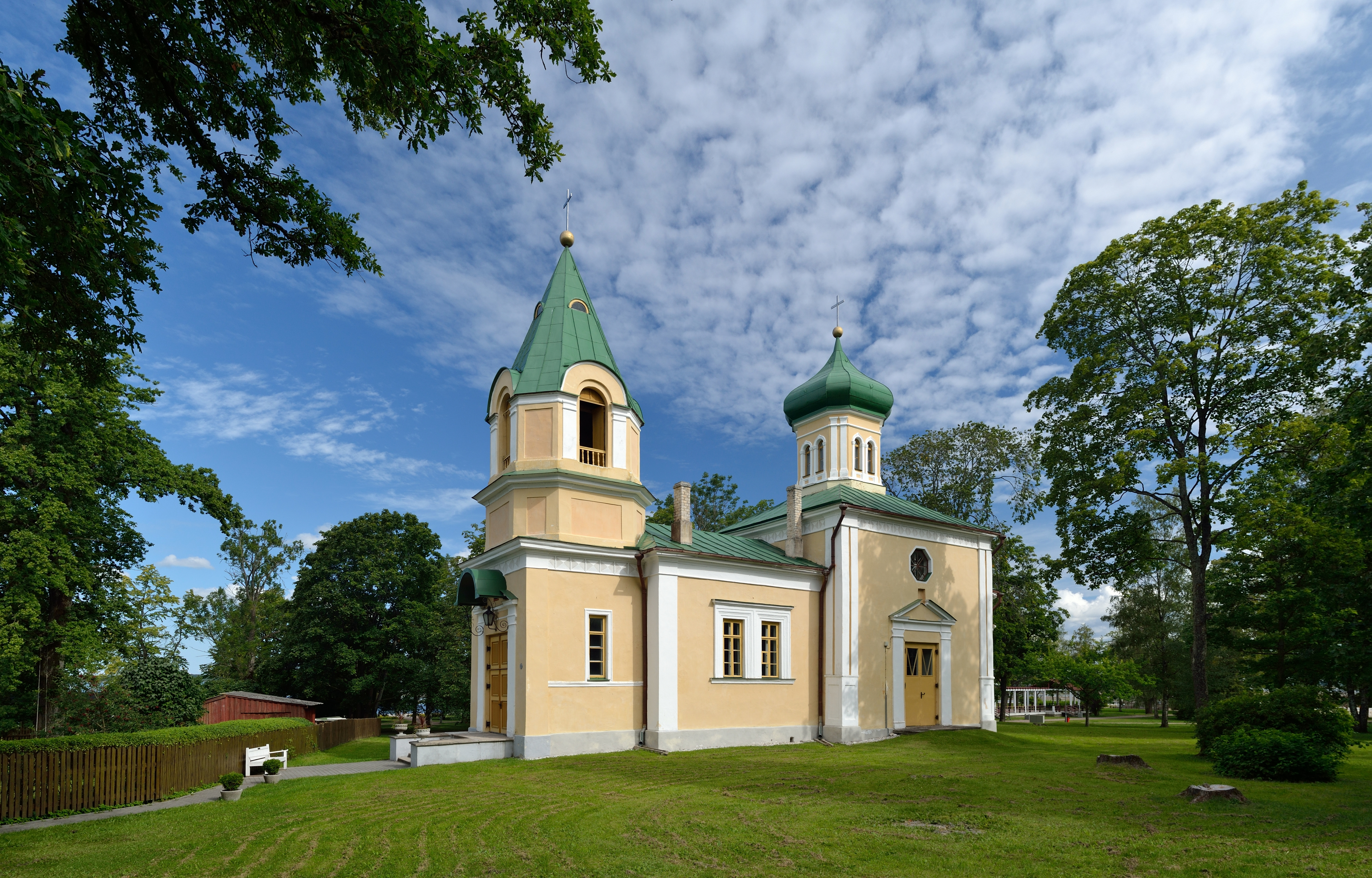
Église de Haapsalu.
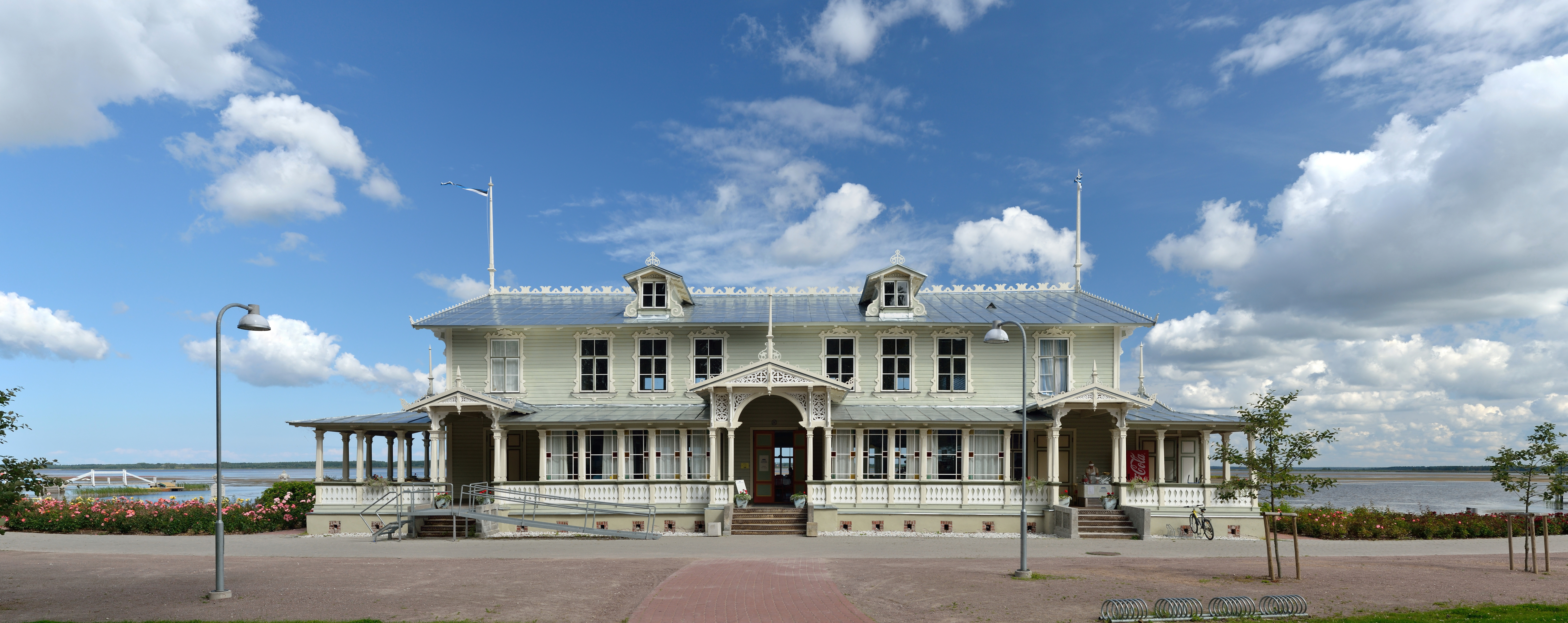
Salle de Haapsalu.